# 伯恩哈德行动

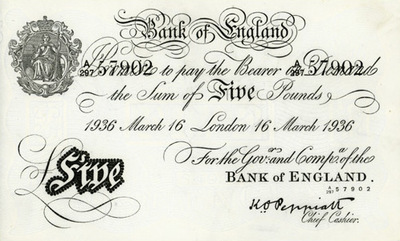
猶太裔囚犯於萨克森豪森集中营內製作的5英鎊紙幣偽鈔

伯恩哈德行動（英語：Operation Bernhard）是納粹德國試圖偽造英國流通紙幣的行動。1939年9月中旬，時值第二次世界大战，帝國刑事警察局負責人阿图尔·内贝提議仿造英鎊紙幣並投放至英國上空，藉此引發英国经济動盪，獲德国总理阿道夫·希特勒批准。計劃第一階段由黨衛隊保安處於1940年初實行，行動定名為安德烈亞斯行動。偽造小組成功複製英鎊紙幣所使用的碎布紙，製作出幾乎相同的雕版，並推算出英格兰银行紙幣上序列号的算法。不過，擔任行動領導人的党卫队少校阿爾弗雷德·瑙約克斯與其上級萊因哈德·海德里希發生矛盾，因此計劃於1942年初遭擱置。
1942年7月，党卫队全国领袖海因里希·希姆莱下令重啟行動，但目標卻改為向德國情報活動提供資金。這次行動未有選擇黨衛隊保安處的專業單位，而是從納粹集中營中挑選囚犯，把他們送往萨克森豪森集中营，並在黨衛隊少校伯恩哈德·克呂格爾手下工作。偽造小組生產英鎊偽鈔直至1945年年中，估計最終總值落在1.326億至3億英鎊之間。當偽造小組停止生產時，他們已掌握偽造美元的技術，惟所用紙張和序列號仍在分析中。偽造小組製作的偽鈔經由洗錢活動換取真鈔和其他資產。黨衛隊曾以這些偽鈔收買代號「西塞羅」的土耳其特工艾利萨·巴兹纳，讓他從英國駐土耳其大使許閣森身邊收集情報；甚至以十萬英鎊偽鈔換取遭軟禁的意大利總理贝尼托·墨索里尼的情報，來制定在1943年9月展開營救行動——橡树行动。
1945年初，納粹叫停偽鈔生產活動，下令偽造小組先轉移至奧地利的毛特豪森-古森集中營，再進入雷德爾-齊普夫系列隧道。後來，納粹又將囚犯分三批轉移至埃本塞集中營，嚴令當所有人均抵埗後才一同處決。然而，隨着盟軍日漸迫近，加上運送時出現意外，三批囚犯在美軍抵達集中營時仍然生還。戰爭尾聲，偽造小組出產的偽鈔大多沉入奧地利托普利茲湖和格倫德爾湖；但是，戰爭結束時已有大約1,500至2,000萬英鎊偽鈔流通各地，這迫使英格蘭銀行停止發行10英鎊及以上的紙幣，並重新設計貨幣樣式。1981年電視劇集《二等兵舒爾茨》和2007年電影《伪钞制造者》均以此次行動為創作靈感。

## 背景

### 英國紙幣

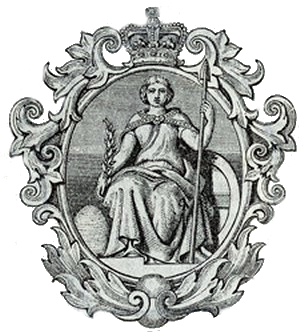
英國紙幣左上角印有不列顛女神圖案

第二次世界大戰開始時，英國紙幣仍沿用1855年的設計，沒有顯著改動。紙幣以白碎布紙製成，一面是黑色印刷，左上角印有皇家藝術研究院畫家丹尼爾·麥克利斯雕刻的不列顛女神。5英鎊，又稱白色5英鎊（White Fiver），其尺寸為195乘120（711⁄16乘411⁄16英寸），10英鎊、20英鎊、50英鎊的尺寸則為210乘133（81⁄4乘51⁄4英寸）。
這些紙幣具有150個用作防偽的小標記。這些標記通常被認為是印刷錯誤，並在發行新鈔時修正。每張紙幣都有一個字母加數字的序列號，以及英格蘭銀行出納總管的簽名。在英格兰银行發行任何紙幣之前，所有序列號都記錄在分類賬中，以便銀行核實其負債。當紙幣回到英格蘭銀行手上時，銀行便會檢查紙幣上的序列號。
每張紙幣中間都有一個浮水印，但根據紙幣價值和使用的序列號，圖案有一定差異。據英格蘭銀行博物館館長約翰·基沃斯（John Keyworth）所說，由於從未出現英鎊偽鈔，英格蘭銀行「對其紙幣的設計和生產有點自滿」，但他反指紙幣生產在技術上來說非常簡單。

### 計劃源起
在1939年9月18日的某次會議上，帝國刑事警察局——納粹德國的中央刑事調查部門——負責人阿图尔·内贝建議利用已知的偽鈔製造者仿造英鎊紙幣。奈比認為，假如德國生產總計300億英鎊的偽鈔，再投放至英國上空，便可引發英國金融崩潰，同時令英鎊喪失世界貨幣的地位。奈比的上司萊因哈德·海德里希喜歡這個計劃，但不確定能否在警方檔案之中找到可用之人。帝國國民教育與宣傳部部長約瑟夫·戈培爾認為計劃有潛力，但仍然形容它是個「荒唐的計劃」（einen grotesken Plan）。然而，帝國經濟事務部部長瓦尔特·冯克持反對意見，認為行動將違反國際法。德国总理阿道夫·希特勒最終批准計劃進行。
儘管會議內容應當保密，但英國駐希臘大使邁克爾·帕勒里特在1939年11月接見了一名俄羅斯流亡人士，並從對方口中得悉德國在9月18日會議上談及的偽鈔計劃全部細節。根據流亡者的舉報，計劃題為「攻擊英鎊並破壞其作為世界貨幣的地位」（Offensive against Sterling and Destruction of its Position as World Currency）。帕勒里特向倫敦報告相關信息，而倫敦方面亦警惕了美国财政部和英格蘭銀行。英格蘭銀行雖然認為現行紙幣防偽措施已經足夠，但仍然在1940年緊急發行了加入安全線的新版本藍色1英鎊紙幣，以防偽鈔流通。銀行還在1943年戰爭期間禁止進口英鎊紙幣，停止生產新的5英鎊紙幣，並警告公眾注意偽鈔。

### 安德烈亞斯行動

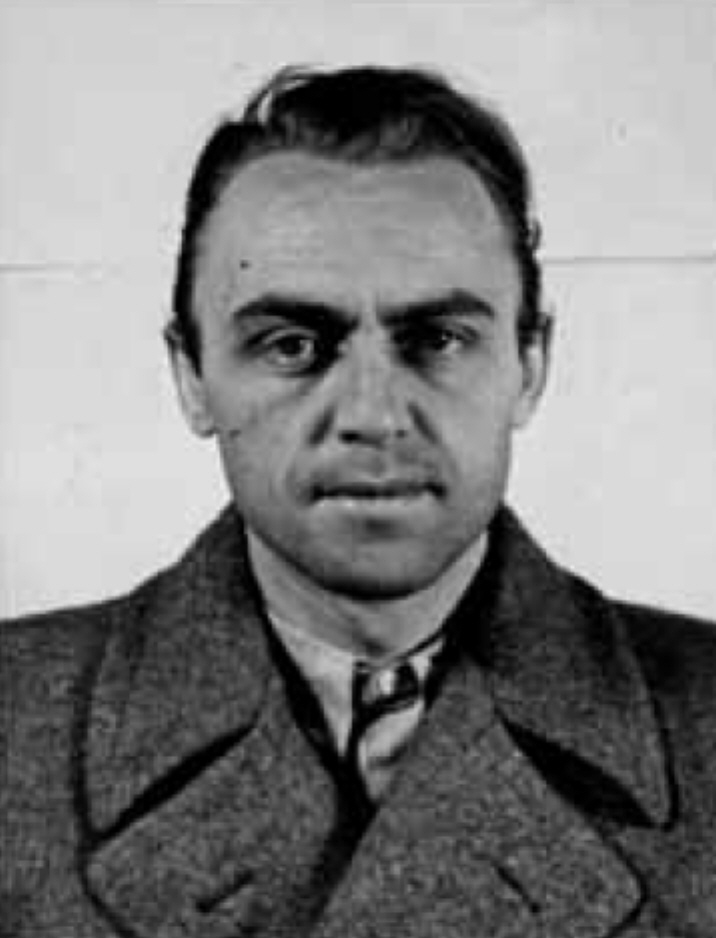
安德烈亞斯行動由党卫队少校阿爾弗雷德·瑙約克斯領導

得到希特勒的批准後，海德里希隨即成立偽造小組，並將行動定名為「安德烈亞斯行動」（Unternehmen Andreas）。海德里希在設立小組的命令中指出：
這不是普通的偽造或假冒，而是經過授權的精確複製。這些鈔票必須是原件的完美複製品，即使是經驗豐富的鈔票專家也無法分辨。
1940年初，偽造小組在柏林黨衛隊保安處的技術部門內成立。小組由党卫队少校阿爾弗雷德·瑙約克斯領導，日常運作則由他的技術總監、同時是數學家和密碼破譯專家的阿爾貝特·朗格爾（Albert Langer）負責。兩人將任務分為三個階段：生產與英國紙幣質地相同的紙張，準備與英國紙幣一樣的印刷版，複製英國的序列號系統。
德國人決定著重於生產流通量最大的紙幣，即5英鎊。英國紙幣樣本送交技術學院分析，專家稱這些紙幣以沒有添加纖維素的碎布紙製成。此時，瑙約克斯和朗格爾意識到他們必須手工製作這種紙。首批樣品的顏色有別於原版英國5英鎊紙幣，原因在於德國人以全新破布為原料。在哈納米勒造紙廠幾經測試後，德國人把破布交給當地工廠使用，然後回收清洗後再用於造紙，最終成品顏色與原版紙幣匹配。成品隨後交予埃伯斯瓦尔德南部施佩希特豪森的工廠生產。雖然紙張在正常光線下看起來與英國紙幣相同，但在紫外線下，紙張與原版相比暗淡無光。朗格爾推測原因是用於造紙和墨水的水存在化學成分差異，為此他複製了英國水的化學平衡，以使顏色一致。
為了破解字母加數字的序列號編碼排列，朗格爾與銀行專家合作檢查過去20年的貨幣記錄，務求複製正確的順序。安德烈亞斯行動沒有任何記錄留存，因此無法得知德國人如何識別正確的序列號。紙張歷史學家彼得·鮑爾（Peter Bower）指出，德國人有可能使用了從密碼分析中使用的技術來破解這些序列。從事雕版工作的德國雕刻師幾經辛苦才複製出不列顛女神的圖案，他們甚至為此印刷版起了個綽號叫「血腥不列顛女神」（Bloody Britannia）。七個月後，偽造團隊完成了他們認為完美的複製品。但是，英倫銀行博物館館長約翰·基沃斯指複製品上不列顛女神的眼睛並不正確。
1940年底，瑙約克斯在失去海德里希的青睞後被免職。偽造小組改由朗格爾領導，但他在1942年初亦離開，小組最終解散。朗格爾後來表示，小組在18個月時間裡生產了價值大約300萬英鎊的偽鈔。歷史學家安東尼·皮里（Anthony Pirie）估計生產的偽鈔價值大約為50萬英鎊。安德烈亞斯行動生產的大部分偽鈔從未投入市場。

## 克呂格爾帶領下的重啟

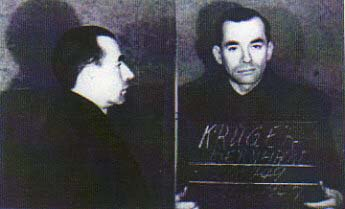
黨衛隊少校伯恩哈德·克呂格爾成為行動重啟後的新指揮官（攝於1946年被捕後）

1942年7月，由於党卫队全国领袖海因里希·希姆萊轄下的情報部門資金不足，於是他重啟了這項偽鈔製造行動。但是，計劃目標由當初的引發英國金融動盪，改為使用偽鈔向德國情報部門提供資金，彌補德意志帝國銀行財政收入短缺問題。黨衛隊少校伯恩哈德·克呂格爾接替瑙約克斯成為新的行動指揮。他在安德烈亞斯行動小組每日使用的辦公室內找到銅質雕版和機器，但部分用於製作浮水印的石綿鐵絲網已經彎曲。他又奉命招募關押於集中營的猶太裔囚犯來為行動出一分力。克呂格爾的造假總部設於萨克森豪森集中营第18和19區，該處不僅設置了額外的帶刺鐵絲網來與其他地方分隔，還指派了一小隊骷髅总队負責警備工作。
克呂格爾巡視了另外幾個集中營，以挑選具備繪圖、雕刻、印刷和銀行業務技能的人。首批26名囚犯於1942年9月抵達薩克森豪森，另有80人於同年12月到埗。克呂格爾與囚犯見面時，以德語Sie（即漢語中的您）有禮地尊稱他們，而非納粹與猶太人說話時為了貶低他們所使用的du（即漢語中的你）。部分被選中的囚犯後來宣稱，克呂格爾曾經為了這項工作而與他們面談，又以禮貌和良好態度對待他們。克呂格爾還會向囚犯提供香煙、報紙、額外配給、收音機。營區設有乒乓球桌，囚犯可以互相對打之餘，亦會與警衛一同玩樂。晚上，營區會上演業餘戲劇表演，演出者均為囚犯，警衛和偽鈔製造者則在台下觀看，克呂格爾甚至會找來樂手伴奏。

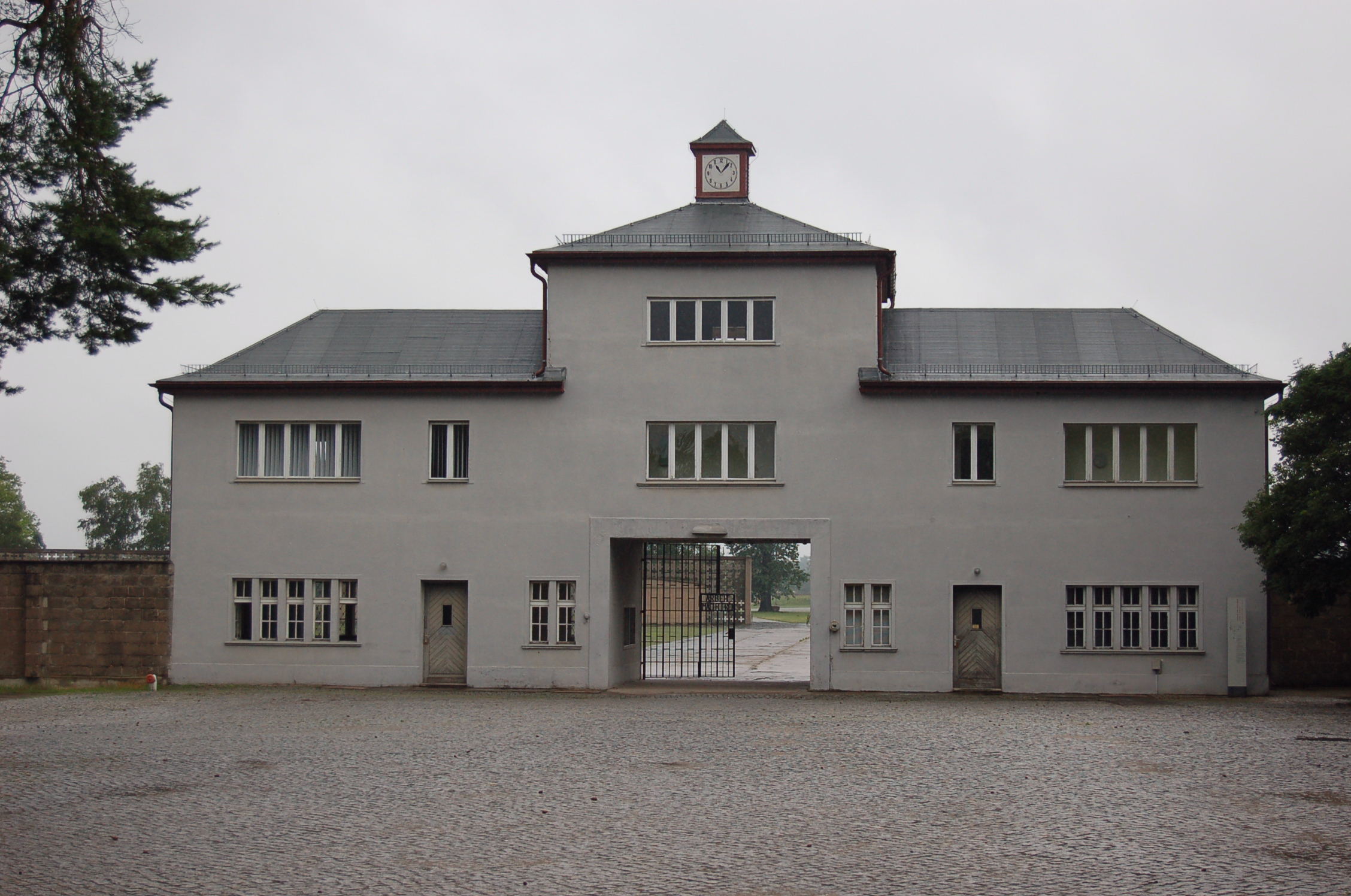
萨克森豪森集中营是偽造小組的總部

印刷設備於12月交付。另外，哈納米勒造紙廠開始每月供應營區1.2萬張紙，每張紙足夠印製四張偽鈔。1943年1月，德國人開始製作英鎊偽鈔，但他們足足花了一年時間才追上安德烈亞斯行動的生產水平。偽鈔生產在1943年中期至1944年中期迎來頂峰，六台平板印刷機每月能印製約6.5萬張偽鈔。
每個生產環節都有一名囚犯監督，日常運作則由前辦公室經理兼簿記員奧斯卡·斯坦恩（Oscar Stein）負責。營區大約有140名囚犯工作，採用12小時兩班制，確保無時無刻都有偽鈔出爐。印有四張偽鈔的紙張經過乾燥後，囚犯便會以鋼尺裁剪，紙張邊緣亦會被磨粗，以模仿英國紙幣那種表面類似手工製紙凹凸不平的處理。為了令偽鈔變舊，40至50名囚犯排成兩列並互相傳遞偽鈔，試圖磨損紙幣及留下灰塵和汗水。一些囚犯會重複折疊偽鈔，另一些人則會釘住邊角，以模仿銀行職員收集大捆紙幣的方式。另一方面，囚犯會模仿部分英國人的做法，把姓名和地址寫在紙幣背面，又會如同銀行出納員一般把一捆紙幣的價值標記在紙幣正面。德國人把偽鈔品質分為四個等級：第一級屬質素最高，主要供納粹間諜使用，亦用於中立國家；第二級用於支付合作者的報酬；第三級可能用於投放在英國上空；第四級質素太差，無法使用，只能銷毀。
納粹當局對行動結果非常滿意，授予十二名囚犯（其中三名是猶太人）戰功獎章，另頒授六名警衛二級戰功十字勳章。

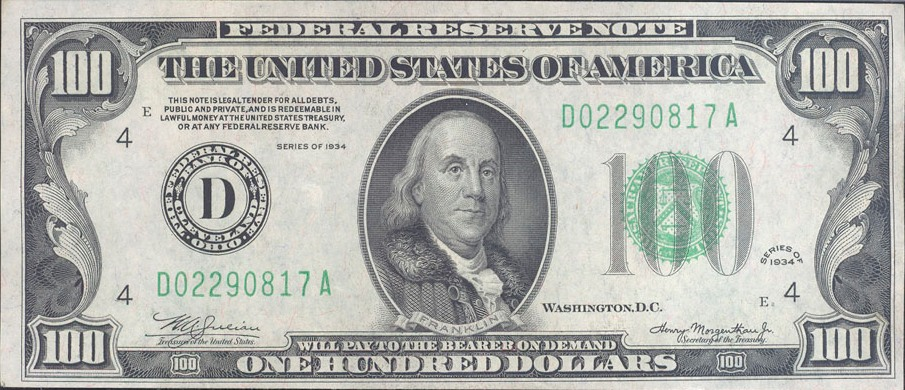
由於美元紙幣上的圖案更為複雜，因此很難偽造100美元紙幣（圖為1934年系列的正面）

1944年5月，隸屬党卫队国家安全部的親衛隊上級集團領袖（階級等同國防軍兵種上將）恩斯特·卡爾滕布倫納下令偽造小組生產美元偽鈔。但是，美元紙幣上的圖案比英鎊紙幣更為複雜，而且紙張內有微細絲線，加上採用凹版印刷，令偽鈔製造者甚為苦惱。另一方面，囚犯們意識到如果他們成功地偽造完美的美元偽鈔，他們將會失去目前的工作，性命保障亦隨之消失，因此他們盡可能放慢進度。撰寫伯恩哈德行動歷史的記者勞倫斯·馬爾金表示，囚犯們認為克呂格爾為了避免因伯恩哈德行動結束而面臨被調回前線的風險，而默許他們放緩進度。1944年8月，被定罪的偽造者薩洛蒙·斯莫利亞諾夫加入薩克森豪森的生產小組，主力協助偽造美元，同時協助控制英鎊偽鈔的品質。猶太裔囚犯不滿與罪犯一同工作和睡覺，於是向克呂格爾抱怨，後者安排斯莫利亞諾夫在獨立房間休息。
囚犯們在1944年底成功偽造美元紙幣背面，並在1945年1月成功偽造紙幣正面。偽造小組製作了20張100美元紙幣樣本，送交希姆萊和銀行業專家檢視，但由於小組仍嘗試破解美元的序列號編碼排列，因此這些樣本並未刻上序列號。希姆萊等人認為美元偽鈔的雕版和印刷標準相當優秀，只是紙張技術不如真鈔。

### 偽鈔洗淨和使用

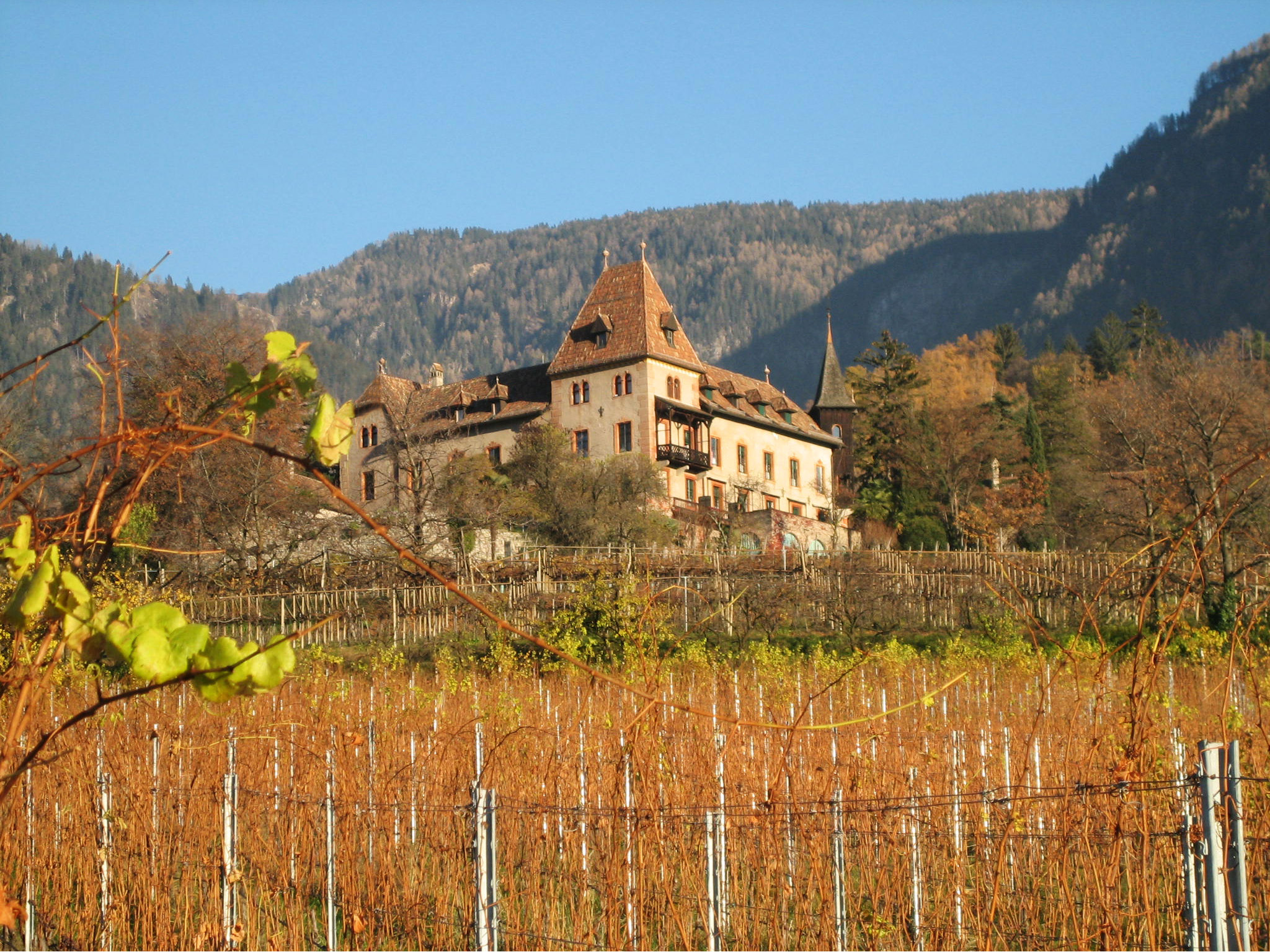
拉珀斯城堡是偽鈔集散地

偽鈔從薩克森豪森集中營運往黨衛隊在意大利南蒂羅爾的據點——拉伯斯城堡（Schloss Labers），然後通過黨衛隊成員弗里德里希·施文德進行的洗錢行動流通海外。施文德自1930年代以來一直從事非法貨幣和走私業務；他與黨衛隊達成協議，他將獲得所洗款項的33.3%，當中25%是他手下以及次代理人的報酬和花費，剩下的8.3%則落入自己口袋。他在各個地區招募了所謂的「推銷員」，並建立了由50名代理人和次代理人組成的網絡。為了減低他國發現推銷員效力納粹的風險，他還特意挑選了一些猶太人擔任此職。他向代理人解釋，指這筆錢是沒收自被佔領國家的銀行。
施文德接到的行動目標有兩個：將偽鈔換成瑞士法郎或美元真鈔，以及以這筆錢資助特殊行動，包括從南斯拉夫游擊隊購買黑市武器，然後倒賣給東南歐的親納粹團體。他還利用偽鈔來收買土耳其特工艾利萨·巴兹纳（代號「西塞羅」），讓後者從英國駐土耳其大使許閣森身邊收集情報。納粹還以面值100,000英鎊的偽鈔來獲取遭軟禁的意大利總理贝尼托·墨索里尼的相關信息，並以這些資料來協助制定營救他的橡树行动。

## 戰爭尾聲

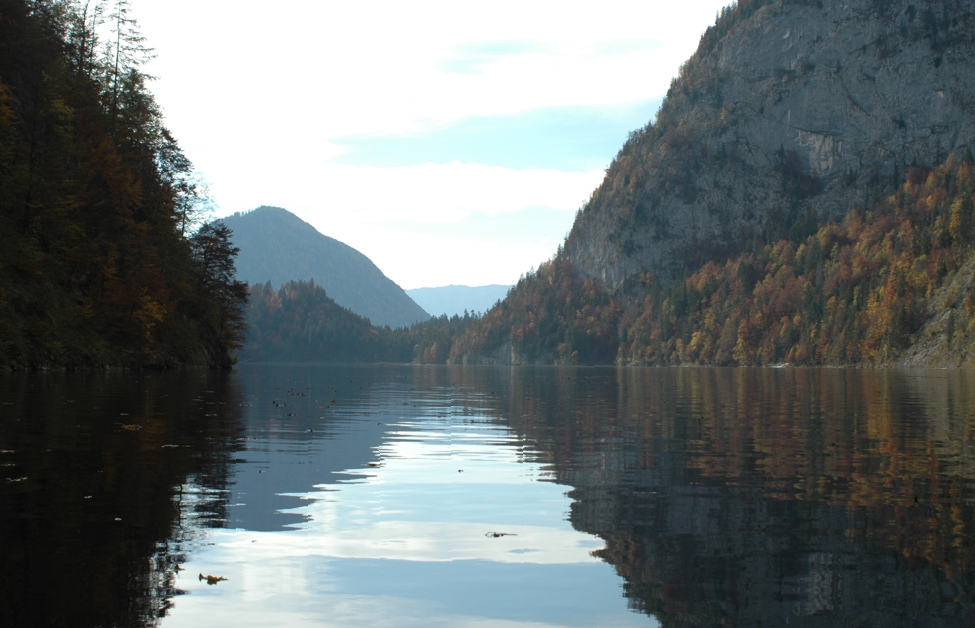
奥地利托普利茲湖，黨衛隊於此傾倒印刷設備和部分偽鈔

1945年2月底至3月初，隨著盟軍的推進，納粹叫停了薩克森豪森的偽鈔生產。3月12日，所有偽鈔生產設備、物資連同囚犯一同運抵位於奧地利的毛特豪森-古森集中營。不久之後，克呂格爾安排偽造小組和設備轉移到雷德爾-齊普夫系列隧道，打算在該處重新生產偽鈔。然而，納粹很快便撤銷了恢復生產的命令，並命令囚犯銷毀他們隨身攜帶的錢箱。那些沒有被囚犯燒毀的偽鈔，則與生產設備一同被裝上卡車，其後沉入托普利茲湖和格倫德爾湖。
5月初，伯恩哈德行動正式結束，納粹將囚犯從洞穴轉移至鄰近的埃本塞集中營。囚犯被分成三組，但只得一輛卡車，因此車輛須三度往返集中營。同時，納粹下達命令，當三批囚犯抵達集中營時，便是他們歸天之日。鑑於命令清楚指明須等待所有囚犯抵達集中營才能處決，因此前兩批囚犯到埗後都很安全，只是須與其他集中營囚犯分開居住。在運送最後一批囚犯時，卡車突然拋錨，為此納粹耗費了額外兩日時間才將囚犯帶至集中營。由於第三次行程延誤，加上盟軍日漸逼近，負責監視前兩批囚犯的黨衛隊警衛在5月5日解除了針對囚犯的隔離措施，之後逃離集中營。當日下午，最後一批囚犯才抵達集中營。當警衛得知前兩批囚犯的遭遇後，他們便將第三批囚犯帶至主要的囚禁營區，然後火速逃離。翌日，美國軍隊抵達並解放集中營。
就伯恩哈德行動期間所生產的偽鈔數量和價值而言，總計由132,610,945英鎊（其中10,368,445英鎊被送往親衛隊國家安全部中央辦公室），至3億英鎊（其中1.25億英鎊紙幣可用）不等。

## 餘波和影響
戰後，克呂格爾一直躲在家裡，直至1946年11月才向英方自首。由於偽造敵對國家貨幣並非戰爭罪行，因此他未被起訴，英國只是將他收押。1947年初，英國將克呂格爾移交法國。法國遊說克呂格爾為他們偽造護照，但克呂格爾拒絕，最終他於1948年11月獲釋。後來，他接受了去納粹化；期間，數名曾被克呂格爾救助的囚犯發表宣誓書，令他無罪釋放。完成去納粹化後，他於哈納米勒造紙廠就職。1965年，東德作家尤利烏斯·馬德發表書籍《強盜寶藏》（Der Banditenschatz），指控西德政府包庇克呂格爾。
施文德從伯恩哈德行動中積累了一筆財富。1945年6月，美軍把他抓獲，並試圖利用他協助在德國建立反情報網絡「蓋倫組織」。他在試圖詐騙蓋倫組織時被抓獲，他隨即逃往羅馬，並以瓦茨拉夫·圖里（Wenceslas Turi）的名義獲取紅十字護照，最後現身在秘魯首都利馬。他在當地表面上擔任大众汽车的經理，背後卻充當秘魯情報部門的線人。1970年代，秘魯指控施文德犯有敲詐勒索、走私貨幣、出賣國家機密，並將他判監兩年，刑滿後逐回西德。1979年，他因戰時謀殺罪受審，最後控罪改為誤殺，被判緩刑。記者勞倫斯·馬爾金指出，施文德是唯一一個與歷史上最大的偽造行動有關而面臨司法訴訟的人，即使瓦爾特·施倫堡、阿爾弗雷德·瑙約克斯、威廉·赫特爾在紐倫堡審判作證時，他們亦只是輕微提到伯恩哈德行動。
英國陸軍猶太旅組成的小團體「Tilhas Tizig Gesheften」（意為「舔我屁股生意」）曾經從施文德代理人雅各夫·利維（Jaacov Levy）手上獲取一批英鎊偽鈔，並用這筆錢來購買物資和裝備，協助大屠殺倖存者非法移民至巴勒斯坦託管地。

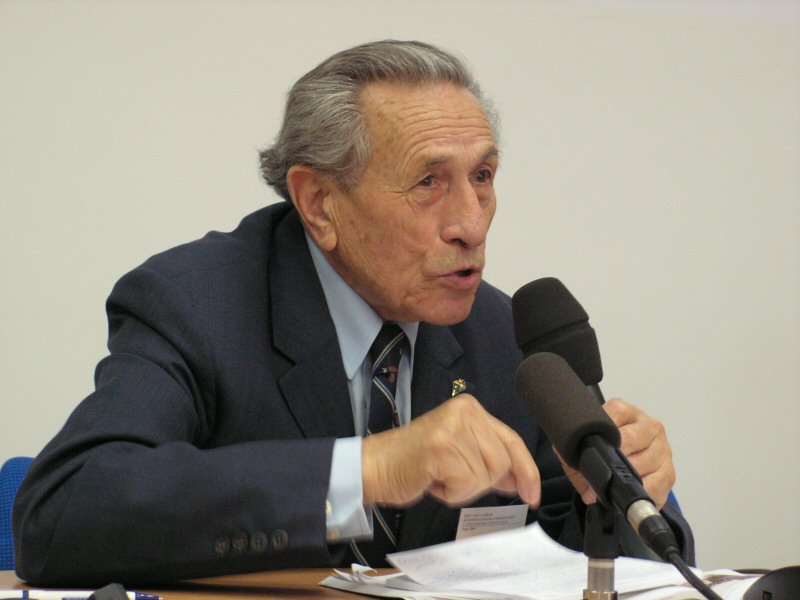
曾參與伯恩哈德行動的大屠殺倖存者阿道夫·布格爾，他後來撰寫了回憶錄描述當時經歷

托普利茨湖是幾次大規模搜索的地點。1958年，德國雜誌《亮点》所資助的探險隊在湖底找到幾箱伯恩哈德行動製作的偽鈔（合共7,200萬英鎊），一台印刷機，以及一本詳細介紹英格蘭銀行序列號系統的書。1963年，一名潛水員在湖中死亡，但鑑於另外兩名留在湖面的同伴分別是前納粹特工和與假金幣有關的德國商人，奧地利政府因而在湖中展開為期一個月的調查搜索，並發現了更多裝有偽鈔的箱子。60年代，奧地利政府發起了幾次潛水任務，合共發現了數十萬英鎊偽鈔。馬克斯·普朗克研究所的動物學家漢斯·弗里克（Hans Fricke）在湖底搜索數年，希望找到稀有的水生生物；1989年，他帶著克呂格爾乘坐小型潛艇探索湖底。2000年，奧地利政府借助國際海洋工程公司的小型潛水器搜索湖底，並在曾經參與偽造行動的前囚犯阿道夫·布格爾的見證下打撈了數箱偽鈔。
雖然浮水印是驗證偽鈔的有效手段，但納粹生產的英鎊偽鈔質素之高仍不由得他人驚怕，一位不具名的銀行官員兼紙幣專家甚至將它們描述為「有史以來最危險」。二戰結束時，價值1,500至2,000萬英鎊的偽鈔普遍流通各地。面對如此龐大的流通量，英格蘭銀行決定在1943年4月停止發行所有10英鎊及以上的紙幣。1957年2月，英格蘭銀行發行新的5英鎊紙幣，這款藍色紙幣採用雙面印刷，並以「細微的顏色變化和精細的機器雕版印刷」來確保安全。銀行還在1964年2月、1970年7月、1981年3月重新發行10英鎊、20英鎊、50英鎊紙幣。
不少書籍和影視作品都有提及伯恩哈德行動。一些曾為伯恩哈德行動出力的囚犯在戰後出版了數部回憶錄，當中包括莫里茨·納赫斯特恩（Moritz Nachtstern）1949年出版的挪威語書籍《19區的偽鈔》（Falskmynter i blokk 19），以及阿道夫·布格爾1983年出版的德語書籍《惡魔的工作室》（Des Teufels Werkstatt），兩部作品均已譯成英文。一些歷史學家亦撰寫了包含行動沿革的書本。1981年，英国广播公司以行動為題材，創作了純屬虛構的喜劇《二等兵舒爾茨》，由邁克爾·埃爾菲克和伊恩·理查森主演。2007年，導演斯戴芬·卢佐维茨基根據布格爾的回憶錄，創作了以此行動為背景的電影《伪钞制造者》，戲中主角薩洛蒙·索羅維奇大致融合了薩洛蒙·斯莫利亞諾夫和布格爾的遭遇。該片獲得第80屆奧斯卡金像獎的最佳外語片獎。
根據政策，英格蘭銀行在回收紙幣後，會按照該批紙幣的面值向持有人支付等值英鎊，偽鈔除外。行動所生產的偽鈔曾出現在拍賣會上，並以高於原價5英鎊的面值售出。比利時國家銀行博物館和英格蘭銀行博物館均有展出偽鈔，华盛顿间谍博物馆則收藏了10英鎊偽鈔印刷版。

## 另見
- 超級美鈔
- 登戶研究所：二戰期間大日本帝國陸軍在此製作法幣偽鈔

## 備註與腳注
備註
1. ↑  其中一個有問題標記的例子出現於5英鎊紙幣：在英語單詞「Five」中，i的上半部分是以小白點形式呈現。[4]
2. ↑  記錄紙幣的做法可以追溯至20世紀40年代前的幾個世紀。紙幣最初作為「硬幣收據」或本票發行。[6]
3. ↑  海德里希同時是國際刑警組織主席，但他擔心使用已知罪犯的檔案會令德國失去信譽，繼而損害德國對該組織的控制力。[11]
4. ↑  撰寫伯恩哈德行動歷史的記者勞倫斯·馬爾金，概述了希特勒在提案空白處寫下一段文字：「美元，不，我們並未向美國開戰」，並簽下自己的名字。馬爾金指出，雖然這個故事在許多歷史中重複出現，但沒有證據表明它是真實存在，而且該份文件從未被找到。[14]
5. ↑  又被稱為或（安德魯行動）[14]。而在納粹指揮部內，該行動亦被稱作「A製作」[18]。
6. ↑  來源對於瑙約克斯和海德里希關係破裂的原因意見不一。歷史學家安東尼·皮里提到瑙約克斯經營的妓院「沙龍凱蒂」甚受高級納粹分子和外國政要歡迎，他記錄了海德里希光顧次數等資料，最後被後者發現[29]。記者勞倫斯·馬爾金則認為兩人的裂痕源於海德里希命令瑙約克斯於一周內生產挪威克朗偽鈔，但瑙約克斯指生產過程至少需要四個月[30]。
7. ↑  根據另一來源，奧斯卡·斯坦恩的原文名稱亦作。[48]
8. ↑  另一來源宣稱涉及的囚犯人數接近300人。[25]
9. ↑  手工製紙是種邊緣粗糙或毛邊的紙張。[47]
10. ↑  另一來源指薩洛蒙·斯莫利亞諾夫抵達薩克森豪森的日期為1943年1月。[49]
11. ↑  1940年代的美元紙幣質地屬半亞麻半棉，透明度標準為35%，以顯微鏡檢查時可以看見紙上小孔。二戰後期原材料日益匱乏，德國人沒可能生產出與美元紙幣完全匹配的紙張。[45]
12. ↑  弗里德里希·施文德曾化名弗里茨·克倫普和弗里茨·溫德希。[62][63]
13. ↑  戰後，艾利薩·巴茲納因持有大量英鎊偽鈔而鋃鐺入獄[66]。後來，他起訴西德政府要求賠償，可惜無功而還[67]。1970年末，他在於慕尼黑因病去世[35]。
14. ↑  國際海洋工程公司曾協助定位泰坦尼克号，以及在1986年參與打撈挑戰者號殘骸。[88]
15. ↑  任何人向英格蘭銀行出示偽鈔，銀行都會回收，但不會向持有人支付款項。[100]

腳注
1. 1 2  Bank of England 2007，第4頁.
2. 1 2  Bank of England 2023.
3. 1 2 3 4  Pirie 1961，第11頁.
4. 1 2  Boeykens 2007.
5. 1 2  The Great Nazi Cash Swindle 2004，事件發生在32:45-33:25.
6. ↑  The Great Nazi Cash Swindle 2004，事件發生在32:50-33:11.
7. ↑  Malkin 2008，第25頁.
8. ↑  The Great Nazi Cash Swindle 2004，事件發生在12:04-12:07.
9. 1 2  Pirie 1961，第2-3頁.
10. 1 2  Malkin 2008，第8頁.
11. 1 2  Malkin 2008，第5頁.
12. 1 2  Nachtstern & Arntzen 2008，第25頁.
13. ↑  Malkin 2008，第3-6頁.
14. 1 2 3  Malkin 2008，第27頁.
15. 1 2 3  Malkin 2008，第7-9頁.
16. 1 2  Bank of England 2007，第6頁.
17. 1 2 3  Nachtstern & Arntzen 2008，第26頁.
18. ↑  Feller & Hamilton 1985，第1769頁.
19. 1 2  Pirie 1961，第3頁.
20. 1 2 3  Tiley 2007，第52頁.
21. 1 2 3 4 5 6 7 8  Pirie 1961，第5-6頁.
22. 1 2  Malkin 2008，第21-23頁.
23. 1 2  The Great Nazi Cash Swindle 2004，事件發生在12:30-13:20.
24. 1 2 3  Kahn 1978，第300頁.
25. 1 2 3 4 5  Feller & Hamilton 1985，第1768頁.
26. 1 2  Bower 2001，第46頁.
27. 1 2  Pirie 1961，第7頁.
28. 1 2  The Great Nazi Cash Swindle 2004，事件發生在16:30-16:40.
29. ↑  Pirie 1961，第11-13頁.
30. ↑  Malkin 2008，第30頁.
31. 1 2 3  Malkin 2008，第30-31頁.
32. ↑  Pirie 1961，第13頁.
33. ↑  Bower 2001，第46-47頁.
34. ↑  Malkin 2008，第32, 74-75頁.
35. 1 2 3 4 5 6 7  Nachtstern & Arntzen 2008，第27頁.
36. 1 2 3  Malkin 2008，第74-75頁.
37. 1 2  Malkin 2008，第71-72頁.
38. 1 2 3 4  Bower 2001，第47頁.
39. 1 2  Pirie 1961，第18-19頁.
40. ↑  Burger 2009，第143頁.
41. ↑  Malkin 2008，第86-87頁.
42. 1 2  Malkin 2008，第90-92頁.
43. 1 2 3  The Great Nazi Cash Swindle 2004，事件發生在21:50-22:15.
44. 1 2  Bower 2001，第47-48頁.
45. 1 2 3  Malkin 2008，第96頁.
46. ↑  Pirie 1961，第14頁.
47. 1 2 3 4  Malkin 2008，第104頁.
48. ↑  Ruffner 2002，第42頁.
49. 1 2 3  Bower 2001，第48頁.
50. 1 2 3  Bower 2001，第49頁.
51. 1 2 3  Pirie 1961，第87-88頁.
52. 1 2  Bower 2001，第48-49頁.
53. ↑  Littlejohn & Dodkins 1968，第126頁.
54. ↑  Pirie 1961，第158頁.
55. ↑  Malkin 2008，第150頁.
56. 1 2 3  Malkin 2008，第150-151頁.
57. 1 2 3  Bower 2001，第52頁.
58. ↑  Malkin 2008，第153, 158頁.
59. ↑  Tiley 2007，第53頁.
60. 1 2 3  Bower 2001，第52-53頁.
61. 1 2 3  Pirie 1961，第163頁.
62. 1 2 3  Ruffner 2002，第46頁.
63. 1 2 3  Burger 2009，第153頁.
64. ↑  Blumenthal 1986.
65. 1 2 3  Malkin 2008，第129-130頁.
66. ↑  Wires 1999，第180-181頁.
67. ↑  Wires 1999，第180-183, 197頁.
68. ↑  Bower 2001，第51-52頁.
69. 1 2  Malkin 2008，第169-170頁.
70. ↑  The Great Nazi Cash Swindle 2004，事件發生在36:35-38:00.
71. ↑  Bower 2001，第53頁.
72. ↑  The Great Nazi Cash Swindle 2004，事件發生在38:30-38:50.
73. ↑  Bower 2001，第54-55頁.
74. ↑  The Great Nazi Cash Swindle 2004，事件發生在40:05-42:00.
75. ↑  Malkin 2008，第177-185頁.
76. ↑  Malkin 2008，第117頁.
77. 1 2 3 4 5 6  Malkin 2008，第194-195頁.
78. 1 2 3 4 5 6  Nachtstern & Arntzen 2008，第29頁.
79. ↑  Kalish 2008.
80. ↑  Malkin 2008，第226頁.
81. ↑  Malkin 2008，第192-195頁.
82. ↑  Malkin 2008，第186-187頁.
83. ↑  Nazi "Fivers" on Lake Bottom 1959.
84. ↑  SS Secrets in Files Raised from Lake 1959.
85. ↑  Harding 2005.
86. ↑  Hunt Begins for Nazi Treasure 1963.
87. ↑  Search for Nazi treasure in Lake Toplitz Ends 1963.
88. 1 2 3  Connolly 2000.
89. ↑  Bassett 1984.
90. ↑  Malkin 2008，第195頁.
91. ↑  Hitler's Lake 2000，事件發生在5:50-6:00.
92. ↑  Schwan & Boling 1995，第164頁.
93. ↑  Bank of England 2007，第5頁.
94. ↑  Bank of England 2007，第7頁.
95. 1 2 3  Tiley 2007，第55頁.
96. 1 2  Malkin 2008，第269頁.
97. 1 2  Burger 2009，第iv頁.
98. ↑  Selway 1981.
99. 1 2  Howell 2008.
100. 1 2  Bank of England n.d.
101. ↑  Feller & Hamilton 1985，第1771頁.
102. ↑  Bank of England 2007.
103. ↑  International Spy Museum n.d.

## 延伸閱讀
- Burke, Bryan. . San Bernardino, CA: Book Shop. 1987. ISBN 978-0-9618-2740-3.
- Delgado, Arturo R. . Frederick, MD: PublishAmerica. 2006. ISBN 978-1-4241-0389-8.